# Plikiai
Plikiai är en ort i Klaipėda län i västra Litauen. Enligt folkräkningen från 2011 har staden ett invånarantal på 607 personer.

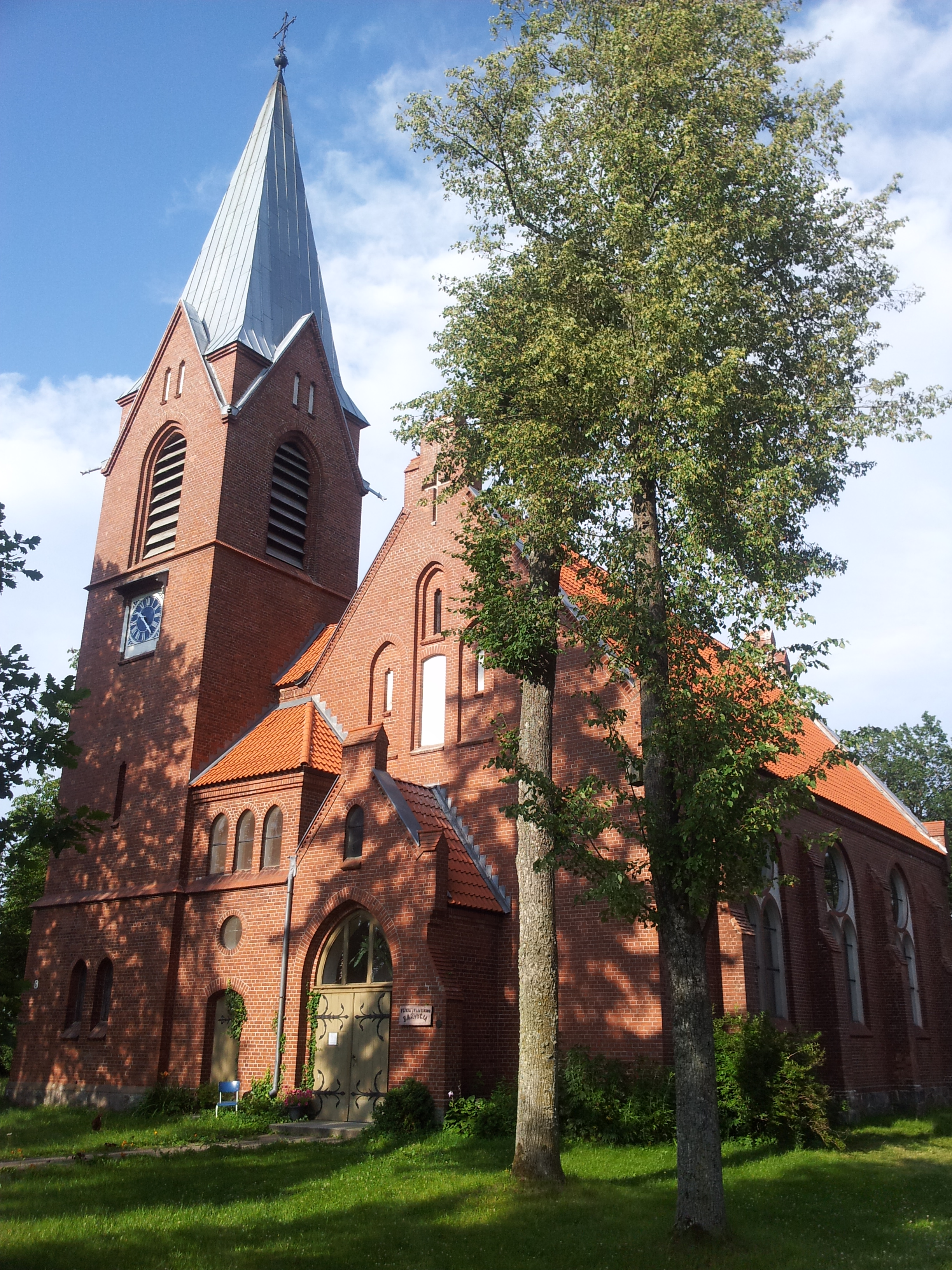
Evangelisk-lutherska kyrkan i Plikiai